# Astymachus felix
Astymachus felix är en stekelart som beskrevs av Singh och Hayat 2005. Astymachus felix ingår i släktet Astymachus och familjen sköldlussteklar. Inga underarter finns listade.